# マネープラス
『マネープラス』は、角川・エス・エス・コミュニケーションズが発行していた日本の投資情報誌。毎月10日発売。キャッチフレーズは「いちばんやさしいお金の本」。
投資情報誌「マネージャパン」の姉妹誌。角川SSコミュニケーションズの前身であるSSコミュニケーションズが、「マネージャパン」と「レタスクラブ」の２つブランド雑誌を有していたことから、女性向け投資情報誌という位置付けの「レタスクラブお金の本」としてスタートした。1999年に月刊になり、2000年の新装刊で「マネープラス」というタイトルになった。発行部数は14万部とされていたが実売では低迷が続き、2007年10月号を最後に休刊が決定した。

## 特集
株式投資、投資信託、外貨預金、預貯金、節約、家計、確定申告、住宅ローンの話題などがテーマ。他の情報誌より投資色は薄く、例えば株の特集でも、株の買い方・始め方そのものや、株主優待などに力点が置かれている。業績の分析やテクニカルでの判断というよりも、専門家にお薦めの株を聞いたといったスタンスになっていることが多い。「マネージャパン」との棲み分けのためか、「女性」「家計」「初心者」がキーワードになっている。また、高齢者対策なのか文章の字がやたらと大きく（普通の雑誌の小見出しくらいの大きさ）、写真やイラストも大々的に配置され、情報量が少ない（＝簡単に読める？）のが特徴であった。

## 連載
毎回レギュラーで登場するのは経済アナリストの森永卓郎、経済ジャーナリストの荻原博子、株式評論家の北浜流一郎、株式評論家の木村佳子、家計アドバイザーの高橋伸子など。このレギュラー陣は特集でもほぼ毎回のように登場していた。